# Castillo de Gallifa
El castillo de Gallifa, es una pequeña fortificación que fue el centro histórico y jurisdiccional del término en la Edad Media y que se encuentra en la llanura que acoge la actual población de Gallifa.

## Historia
El castillo está sobre un cerro escarpado de 600 m de altura y era un plano fortificado por murallas y dos portales, uno a poniente y el otro a levante, ambos con torre de vigilancia.
En recientes excavaciones han aparecido unas murallas ibéricas datadas en el siglo VIII a. C., que indican un empleo estable del territorio. pero las primeras noticias documentadas del castillo son del año 999.
Originalmente pertenecía al conde de Barcelona, que tenía encargada la custodia a la familia Gallifa, nombre que adoptaron del castillo. Son conocidos desde el 1060  Ramón, hijo de Adaltrudis, casado con Rodlendis. Le sucedió su hijo Bernardo Ramón de Gallifa, que era también castellano del castillo de Clarà, en Moyá. Muerto Bernardo Ramón, en torno al 1115, lo heredaron sus hijos Ramón Bernat, que se titulaba también de Maçanet, y Rodlendis, casada con Guillermo Humberto de Rocafort. En 1348 aparece como señor del castillo Bernardo de Guasius de Petra. De 1357 al 1564 fue ocupado por los Centelles, fecha en que los hombres de Gallifa compraron su libertad al rey Felipe II por el precio de 10 000 sueldos. El castillo perdió su carácter de fortaleza en el siglo XVI para convertirse en solo el centro de la parroquia de Santa María del Castillo a partir de los siglos siguientes.